# Estación de San Miguel de las Dueñas

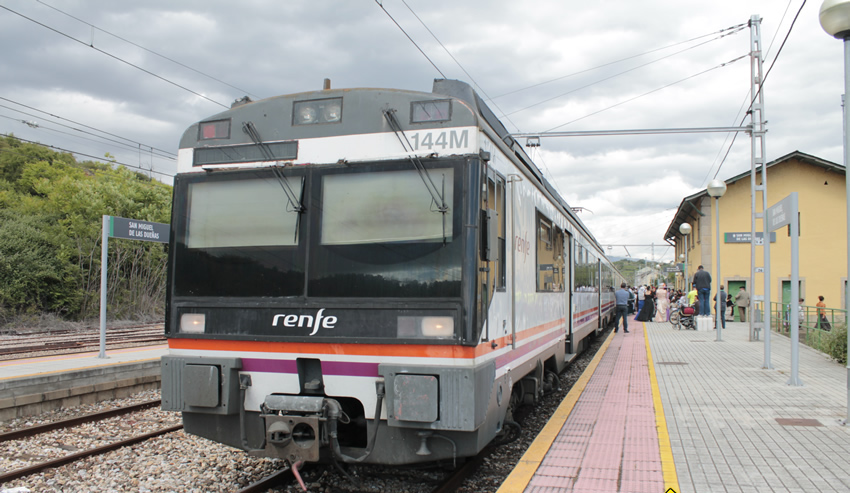
Una unidad de la serie 470 de Renfe Operadora. Hermanamiento entre los vecinos de Toral de los Vados y San Miguel de las Dueñas con motivo de la decimotercera edición de "Toral en Tren".

San Miguel de las Dueñas es una estación ferroviaria situada en el pueblo de San Miguel de las Dueñas, perteneciente al municipio español de Congosto en la provincia de León, comunidad autónoma de Castilla y León. Dispone de servicios de Larga y Media Distancia operados por Renfe.

## Situación ferroviaria
La estación se encuentra en el punto kilométrico 241,8 de la línea férrea de ancho ibérico que une León con La Coruña a 582 metros de altitud, entre las estaciones de Villaverde de los Cestos y Ponferrada. El tramo es de vía única y está electrificado.

## Historia
La estación fue abierta al tráfico el 4 de febrero de 1882 con la puesta en marcha del tramo Ponferrada-Brañuelas de la línea que pretendía unir Palencia con La Coruña. Los casi catorce años que separan la apertura de este tramo del anterior entre Brañuelas y Astorga dejan patente las dificultades encontradas para dar con un trazado cuyo desnivel fuera asumible por las locomotoras de la época. Las obras corrieron a cargo de la Compañía de los Ferrocarriles de Asturias, Galicia y León o AGL creada para continuar con los proyectos iniciados por la Compañía del Ferrocarril del Noroeste de España y gestionar sus líneas. En 1885, la mala situación financiera de AGL tuvo como consecuencia su absorción por parte de Norte. En 1941, la nacionalización del ferrocarril en España supuso la desaparición de esta última y su integración en la recién creada RENFE.
Desde el 31 de diciembre de 2004 Renfe Operadora explota la línea mientras que Adif es la titular de las instalaciones ferroviarias.

## La estación
Esta estación fue el punto de partida de numerosos trenes de mineral procedentes de los cargaderos de Coto Wagner y Coto Vivaldi, contiguos a la estación.
En los últimos años el edificio se ha repintado, y se han realizado reformas en los andenes para mejorar la accesibilidad a los trenes. Actualmente funciona como un simple apeadero.
Dispone de tres vías de andén.

## Servicios ferroviarios

### Larga Distancia
San Miguel de las Dueñas dispone de servicios de Larga Distancia que la conectan con Ponferrada y Madrid-Chamartín-Clara Campoamor, operados como trenes Intercity.

### Media Distancia
Los servicios de Media Distancia de Renfe que tienen parada en la estación enlazan Brañuelas con las ciudades de León y Ponferrada.